# Helen Gibson
Helen Gibson (27 de agosto de 1892 – 10 de outubro de 1977) foi uma atriz de cinema estadunidense, da era do cinema mudo, que atuou em vaudeville, no rádio, na produção de filmes, além de fazer acrobacias de equitação e atuar em rodeios. Tem sido considerada como a primeira mulher dublê profissional do cinema. Ela atuou em 181 filmes entre 1912 e 1962.

## Rodeios
Nascida Rose August Wenger em Cleveland, Ohio, foi uma das cinco filhas dos suíço-germânicos Fred e Annie Wenger. Seu pai queria um filho, e devido a isso a encorajou para ser um “garoto”. Helen viu seu primeiro show de “Wild West” em Cleveland, no verão de 1909, e respondeu a um anúncio do “Miller Brothers 101 Ranch” para garotas amazonas na revista Billboard. Eles lhe ensinaram a cavalgar, e atuou em seu primeiro show no “Miller Brothers 101 Ranch” em Saint Louis, em abril de 1910.
Helen diria: “Já estava praticando pegar um lenço do chão em pleno galope. Quando os cavaleiros veteranos disseram que eu poderia ser chutada na cabeça, eu paguei sem cuidado. Tais coisas podem acontecer aos outros, mas nunca poderiam acontecer comigo, eu acreditava. Nós “barnstormed” por todos os EUA, e a temporada terminou cedo demais. Fiquei triste quando tive que ir para casa, e mal podia esperar para a nova abertura em Boston, na Primavera de 1911”.

## Cowboy extra
Quando o “Miller-Arlington Show” repentinamente fechou em 1911, deixou muitos artistas desempregados em Venice, Califórnia. Thomas H. Ince, que trabalhava para a New York Motion Picture Company, contratou todo o elenco para o inverno e os artistas embarcaram em Venice, onde os cavalos estavam. Eles rodavam cinco milhas ao dia para trabalhar em Topanga Canyon, onde os filmes eram realizados. Em 1912, Helen fez $15 por semana com seu primeiro papel como irmã de Ruth Roland no Ranch Girls on a Rampage.
Como muitos dos cowboys extras, Helen continuou apresentando-se em rodeios no intervalo das filmagens. No “Second Los Angeles Rodeo”, em 1913, ela foi destaque na corrida feminina em pé e um dos investidores ficou tão impressionado que se ofereceu para financiar uma turnê de rodeios para ela, pagando suas despesas e dividindo os lucros. Em seu rancho fora de Pendleton, Oregon, Helen treinou seus cavalos todos os dias e aprendeu novos truques de equitação. Foi em Pendleton, em junho de 1913, que ela conheceu Hoot Gibson (Edmund Richard), e começaram a trabalhar juntos. Em um rodeio em Salt Lake City, ela ganhou todos os prêmios – a corrida de revezamento, corrida feminina em pé, truques de equitação, e Hoot venceu a corrida de pônei; mas, não conseguiram receber um centavo do dinheiro de prêmio.

## Hoot Gibson

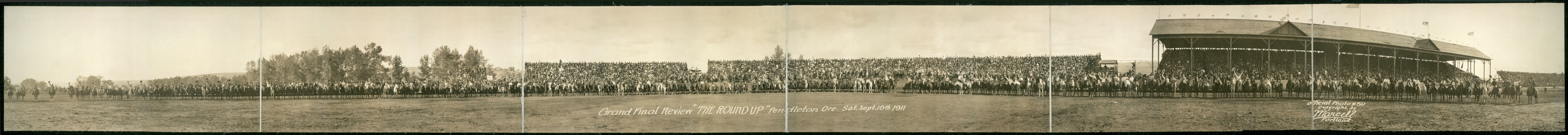
Panorama do “Pendleton Round-Up”, em 1911.

Naquele verão, a dupla Hoot e Helen Gibson atuou nos rodeios em Winnipeg, Canadá e Boise, Idaho, e chegou em Pendleton poucos dias antes do “Pendleton Round-Up” começar. No entanto, mediante o fato de os quartos serem quase impossíveis de se obter, eles decidiram “ficar juntos”, pois os casais recebiam a preferência, e consequentemente a dona da casa deu-lhes o seu próprio quarto. O casal ganhou dinheiro suficiente para voltar a Los Angeles, onde Hoot trabalhou como um cowboy extra e dublou Tom Mix na Selig Polyscope Company, em Edendale, Los Angeles, Califórnia (agora conhecido como Echo Park, em Los Angeles). Helen também trabalhou para a Selig e para a Kalem Company em Glendale, California.

## Dublê

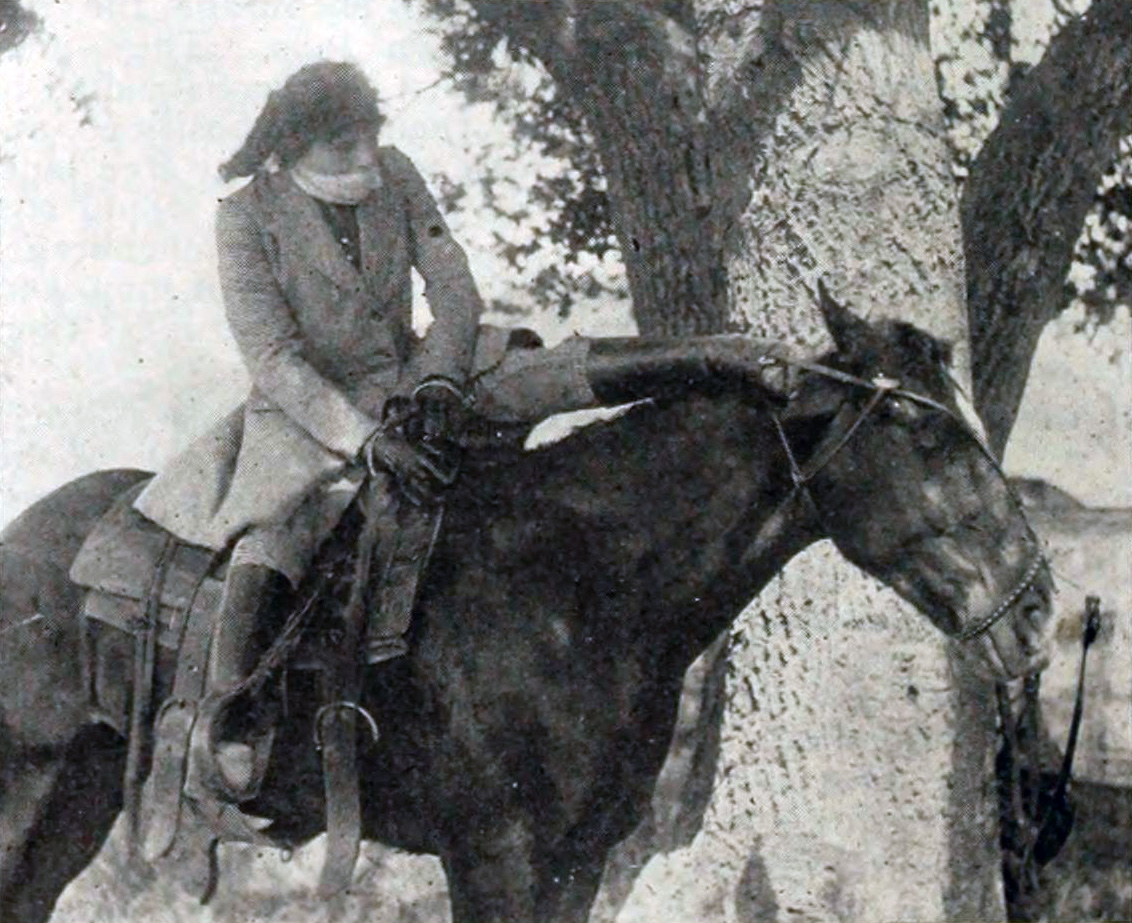
The Capture of Red Stanley (1916)

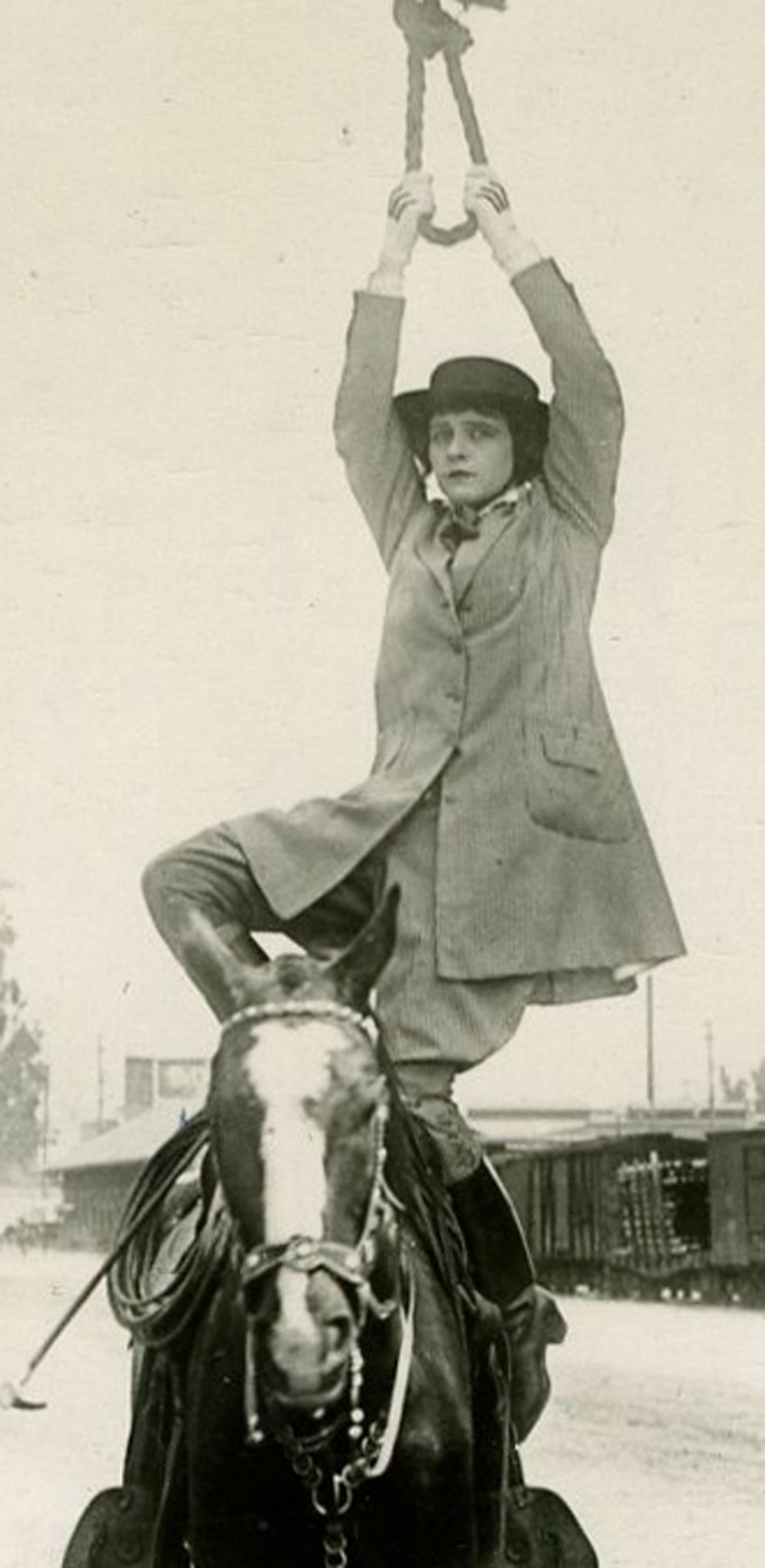
The Hazards of Helen (1916)

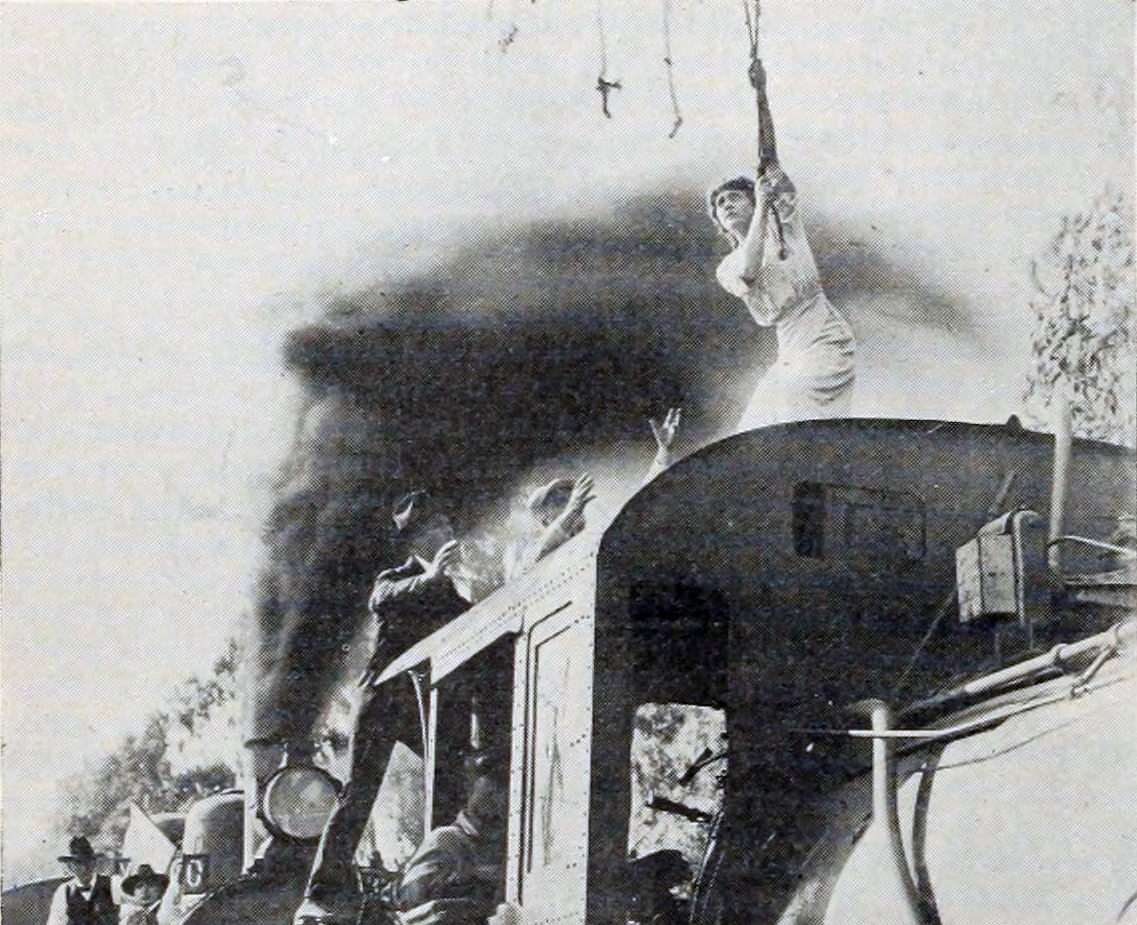
To Save the Road (1916)

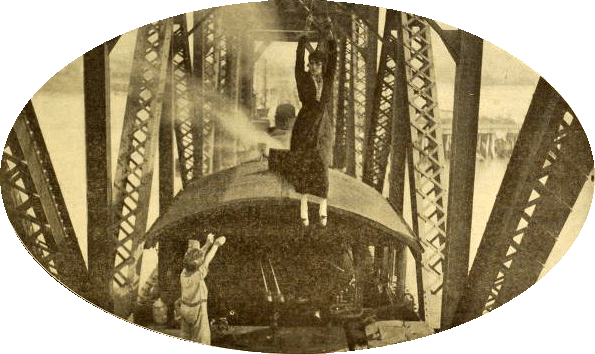
A Daughter of Daring (1917)

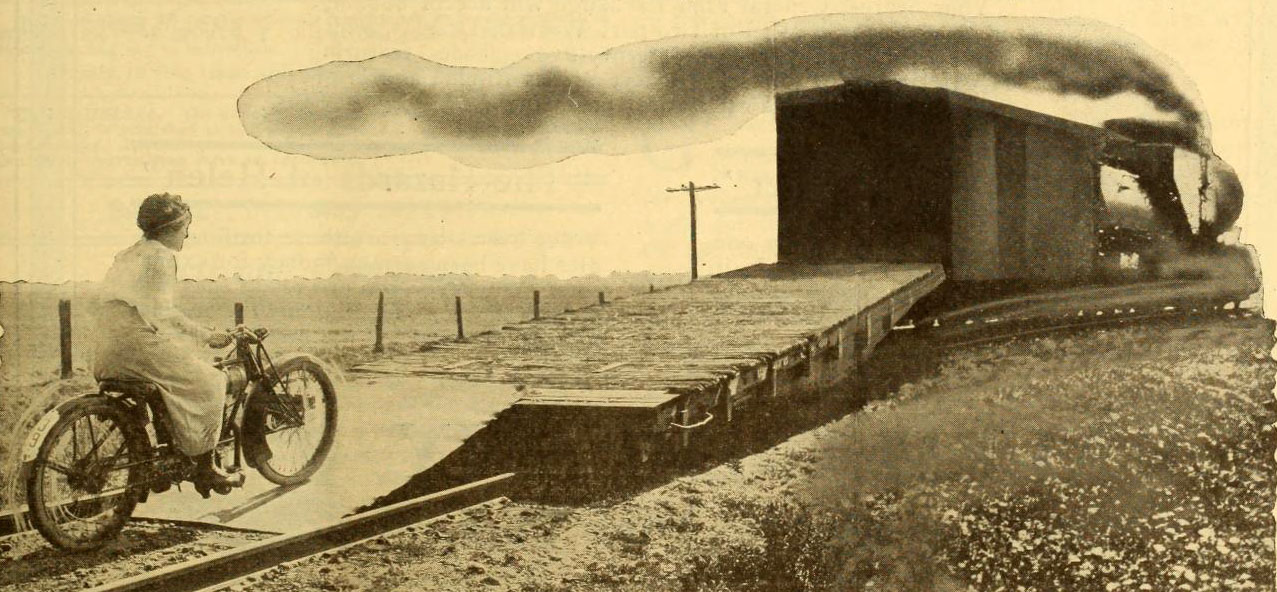
In the Path of Peril (1917)

Em abril de 1915, enquanto a Kalem Company a contratou para dublar Helen Holmes no seriado The Hazards of Helen, Helen Gibson apresentou o que se considera a sua cena mais perigosa: um salto do telhado de uma estação até o topo de um trem em movimento, no episódio A Girl’s Grit. A distância entre o telhado da estação e a parte superior do trem foi medida com precisão, e ela praticou o salto com o trem parado. O trem tinha que estar se movendo e sua velocidade acelerada foi programada para o segundo salto. Ela pulou sem hesitação e pousou corretamente, mas o movimento do trem a fez rolar até o final do carro. Ela pegou uma corrente de ar e ficou pendurada sobre a borda, para aumentar o efeito na tela, sofrendo algumas escoriações.
Arthur Wise, em Stunting In the Cinema (1973), refere que: “A dificuldade real do dublê não está no salto propriamente dito; desde então, ela tinha praticado isso com o trem estacionado e é claramente apresentado sem dificuldades, mas no momento. O que tais acrobacias exigem é uma consciência da velocidade do objeto em movimento. No decurso de um salto que se refere a um objeto em movimento, a relação espacial entre o ponto de descolagem e a aterragem muda. (...) Helen Gibson tinha essa sensibilidade para relações espaciais entre objetos em movimento, mas não é com certeza um presente compartilhado por todos os dublês”.

## Hazards of Helen
Considerado o mais longo seriado da história, The Hazards of Helen apresenta 119 capítulos com histórias independentes. O seriado iniciou com Helen Holmes no papel-título, nos primeiros 49 episódios, mas Helen Gibson teve a chance de substituir Holmes em dois capítulos, quando ela esteve doente, tendo atuado então em A Test of Courage e A Mile a Minute, a $35 por semana. O escritório da Kalem em Nova Iorque se impressionou com seu trabalho, e instruiu para que Helen Gibson ficasse no filme quando Holmes e seu marido, J. P. McGowan, deixassem a companhia.
Renomeada “Helen” pelo estúdio, ela provou ser uma atriz capaz, e depois de fazer vários filmes ela escreveu uma história para um curta metragem sobre um “golpe arriscado”: a fim de pegar um trem desgovernado, ela destacaria uma equipe de cavalos, os montaria em pé, pegaria uma corda pendurada de uma ponte e a usaria para balançar sobre os cavalos e sobre o trem quando ele viesse debaixo da ponte. A Kalem Company a recompensou pelo roteiro, elevando seu salário para $50 por semana.
Gibson atuou em The Hazards of Helen por 69 episódios, até o fim do seriado, em fevereiro de 1917, quando a Kalem tentou produzir outro seriado para ela, The Daughter of Daring. Uma de suas melhores acrobacias ocorreu nesse seriado: viajando a toda velocidade em uma motocicleta, perseguindo um trem desgovernado, Gibson cavalgou através de um portão de madeira, quebrando-o completamente, e através das portas abertas de um vagão de carga em um tapume, conduziu sua máquina através do ar, até desembarcar em uma passagem do trem. O truque foi executado com perfeito sincronismo com a câmera.
A Kalem, produtora de filmes curtos, estava em declínio e ao invés de correr o risco de fracasso financeiro, com a produção de longa-metragens, cessou sua produção em 1917, e foi vendida para a Vitagraph Studios. A Universal Pictures ofereceu a Helen um contrato de $125 por semana, até 1919. Entre os filmes então produzidos estavam os dois filmes de John Ford, Rustlers e Gun Law. Seu contrato com a Universal terminou no inverno de 1919, e assinou com a “Capital Film Company” por $300 por semana, mas a Capital já estava perdendo dinheiro e saiu do negócio de cinema em maio de 1920.
Hoot Gibson, que se juntou ao exército, retornou durante o Natal de 1918 e a Universal lhe ofereceu um contrato para aparecer em dois Westerns. Ele percebeu que sua esposa havia se tornado uma estrela de cinema bem sucedida enquanto ele estava fora, e seu ego não poderia lidar com isso, sendo que o casal se separou em 1920. Registros do censo de 1920 indicam que eles estavam vivendo separadamente; Hoot Gibson listando-se como casado, e Helen listando-se como viúva. Em 1922, Hoot casou com Helen Johnson, que muitas vezes tem sido confundida com Helen Gibson. Em 1923, Hoot e Helen Johnson Gibson tiveram um filho, Lois Charlotte Gibson, e divorciaram-se em 1930.

## Produção
Em 1920, Gibson fundou a Helen Gibson Productions, para ter seus filmes lançados pela Associated Photoplays Corporation. Sua primeira e única produção foi No Man's Woman, um Western melodrama sobre uma hospedeira bondosa, dançarina de salão, que resgata um filho de fazendeiros. O dinheiro acabou antes da finalização do filme, e Gibson faliu.
Um ano depois, o filme foi lançado por um outro estúdio com um novo título, Nine Points of the Law. Em março de 1921, a Spencer Production Company contratou Gibson para protagonizar “The Wolverine”. Eles ficaram tão satisfeitos com seu desempenho que lhe pagaram $450 por semana. No entanto, antes que ela iniciasse o segundo filme, foi hospitalizada com uma apendicite, e posterior peritonite, e o estúdio a substituiu.

## Truques de equitação
Após a recuperação da cirurgia, a popularidade de Gibson tinha diminuido. Em setembro de 1921, uma empresa independente contratou-a para um curta metragem. A equitação durante a filmagem colocou Gibson de volta no hospital, forçando-a a vender sua mobília, jóias e carros. Ela fez aparições para os filmes No Man's Woman e The Wolverine, além de visitas aos amigos do “Miller Brothers 101 Ranch”, em Ponca City, Oklahoma.
Na Primavera de 1924, Gibson trabalhou com truques de equitação no “Ringling Bros. and Barnum & Bailey Circus”, juntamente com outros cowboys, como Ken Maynard, e atuou nesse show por dois anos e meio. Em setembro de 1926, Gibson se juntou aos Hopis e trabalhou no “Keith Vaudeville Circuit”, fora de Boston.

## Retorno a Hollywood
Helen retornou a Hollywood em 1927 e começou dublando estrelas como Louise Fazenda, Irene Rich, Edna May Oliver, Marie Dressler, Marjorie Main, May Robson, Esther Dale e Ethel Barrymore. Além das dublagens, geralmente sem créditos nos filmes, trabalhou fazendo pequenas pontas, tornando-se uma convidada em rodeios beneficentes e eventos como o “Annual Santa Barbara Horse Show”.
Em 1935, Helen casou com Clifton Johnson um eletricista de estúdio que tinha sido um artilheiro da Marinha. Em 1940, ele voltou à ativa, e enquanto estava servindo na Segunda Guerra Mundial, Helen continuou trabalhando como figurante e tornou-se tesoureira da organização fraternal de dublês femininas.
Em Hollywood Story filme feito pela Universal Pictures em 1951, ela foi escalada como uma ex-atriz de cinema mudo ao lado de Francis X. Bushman, William Farnum, Betty Blythe, e ganhou $55 para uma cena.
Tony Curtis, então desconhecido, foi designado para escoltar Gibson e Blythe para a première no Academy Award Theater, na Academy of Motion Picture Arts and Sciences, então na Melrose Avenue, em Hollywood, onde cada estrela da era silenciosa recebeu uma placa "por sua notável contribuição para a arte e a ciência de imagens em movimento, para o prazer que você trouxe a milhões de pessoas no mundo e por sua ajuda em fazer Hollywood a capital mundial do cinema”.

## Retiro
Gibson continuou atuando em pequenos papéis e extras até 1954, quando o casal se mudou para Lago Tahoe por razões de saúde. Depois compraram uma casa em Panorama City, no San Fernando Valley. Gibson sofreu um acidente vascular cerebral leve em 1957, mas isso não impediu seu trabalho como figurante no cinema e na televisão.
Seu último papel foi em 1961, no filme de  John Ford The Man Who Shot Liberty Valance, aos 69 anos. Ela se retirou em janeiro de 1962 com uma pensão do Motion Picture Industry Pension de $200 ao mês. O casal mudou-se para Roseburg, Oregon, onde passou seus últimos anos pescando e dando entrevistas ocasionais. Helen Gibson morreu de insuficiência cardíaca após uma apoplexia em 1977, aos 85 anos.

## Filmografia
| Ano     | Título                                         | Personagem                            | Companhia produtora         |
| ------- | ---------------------------------------------- | ------------------------------------- | --------------------------- |
| 1912    | Ranch Girls on a Rampage                       | Irmã de Ruth Roland                   | Selig Polyscope Company     |
| 1913    | A Girl of the Range                            |                                       |                             |
| 1913    | Old Moddingington's Daughters                  | Filha de Moddington                   | Vitagraph Studios           |
| 1914–15 | The Hazards of Helen (vários episódios)        | dublê                                 | Kalem Company               |
| 1915    | Man of God                                     |                                       | Lubin Manufacturing Company |
| 1915–17 | The Hazards of Helen 63 episódios              | Helen                                 | Kalem Company               |
| 1917    | Daughter of Daring 11 episódios                | Helen                                 | Kalem Company               |
| 1917    | The Wrong Man                                  |                                       | Bison Motion Pictures       |
| 1917    | Ghost of Canyon Diablo                         |                                       |                             |
| 1917    | Border Watch Dogs                              |                                       | Universal Pictures          |
| 1917    | A Perilous Leap                                |                                       | Universal Pictures          |
| 1917    | The Dynamite Special                           |                                       | Bison Motion Pictures       |
| 1917    | The Little Outlaw                              |                                       | Pathe Exchange (dist)       |
| 1917    | The Girl of Gopher City                        |                                       |                             |
| 1917    | Trail Divided                                  |                                       | Pathe Exchange (dist)       |
| 1917    | Saving the Fast Mail                           |                                       | Bison Motion Pictures       |
| 1917    | The End of the Run                             |                                       | Universal Pictures          |
| 1917    | Fighting Mad                                   | Mary Lambert                          | Universal Pictures          |
| 1918    | Play Straight or Fight                         |                                       | Universal Pictures          |
| 1918    | The Midnight Flyer                             |                                       | Universal Pictures          |
| 1918    | The Branded Man                                |                                       | Universal Pictures          |
| 1918    | The Pay Roll Express                           |                                       | Universal Pictures          |
| 1918    | Bawled Out                                     |                                       | Century Films               |
| 1918    | Danger Ahead                                   |                                       | Universal Pictures          |
| 1918    | Under False Pretenses                          |                                       | Universal Pictures          |
| 1918    | The Fast Mail                                  |                                       | Universal Pictures          |
| 1918    | The Dead Shot                                  |                                       | Universal Pictures          |
| 1918    | The Silent Sentinel                            |                                       | Universal Pictures          |
| 1918    | Captured Alive                                 |                                       | Universal Pictures          |
| 1918    | The Robber                                     |                                       | Universal Pictures          |
| 1918    | Wolves of the Range                            |                                       | Universal Pictures          |
| 1919    | The Secret Peril                               |                                       | Universal Pictures          |
| 1919    | The Black Horse Bandit                         |                                       | Universal Pictures          |
| 1919    | The Canyon Mystery                             |                                       | Universal Pictures          |
| 1919    | Riding Wild                                    |                                       | Universal Pictures          |
| 1919    | Ace High                                       |                                       | Universal Pictures          |
| 1919    | The Rustlers                                   | Nell Wyndham                          | Universal Pictures          |
| 1919    | Gun Law                                        | Letty                                 | Universal Pictures          |
| 1919    | Down But Not Out                               |                                       | Universal Pictures          |
| 1919    | Loot                                           | Arrumadeira                           | Universal Pictures          |
| 1921    | No Man's Woman                                 | A garota                              | Helen Gibson productions    |
| 1921    | The Wolverine                                  | Billy Louise                          | Spencer Productions         |
| 1922    | Nine Points of the Law                         | Cherie Du Bois                        | Rainbow Film Company        |
| 1922    | Thorobred                                      | Helen                                 |                             |
| 1927    | Heroes of the Wild                             | Julia                                 | Mascot Pictures             |
| 1928    | The Chinatown Mystery                          |                                       | Trem Carr Pictures          |
| 1928    | The Vanishing West Ep. 10 The End of the Trail | Mrs. Kincaid                          | Mascot Pictures             |
| 1931    | The Cheyenne Cyclone                           | (não-creditada) Mulher na cidade      | Willis Kent Productions     |
| 1931    | The Lightning Warrior Cap. 1 The Drums of Doom | Mulher pioneira & dublê: Georgia Hale | Mascot Pictures             |
| 1932    | Human Targets                                  | (não-creditada) Mrs. Dale             | Big 4 Film                  |
| 1932    | The Silver Lining                              | Dorothy Dent                          | Alan Crosland Productions   |
| 1932    | Law and Lawless                                | Mrs. Kelley/Molly?                    | Majestic Pictures           |
| 1933    | King of the Arena                              | (não-creditada) Cowgirl do circo      | Universal Pictures          |
| 1934    | Wheels of Destiny                              | (não-creditada) Esposa de Settler     | Ken Maynard Productions     |
| 1934    | Rocky Rhodes                                   | (não-creditada) Mulher da cidade      | Buck Jones Productions      |
| 1934    | The Way of the West                            | Mulher da cidade                      | Empire Films                |
| 1934    | 365 Nights in Hollywood                        | (não-creditada) Atriz estudante       | Fox Film                    |
| 1935    | Cyclone of the Saddle                          | Mrs. Carter                           | Weiss Productions           |
| 1935    | The Drunkard                                   | Betty                                 | Weiss Productions           |
| 1935    | Bride of Frankenstein                          | (não-creditada) Aldeã                 | Universal Pictures          |
| 1935    | Fighting Caballero                             |                                       |                             |
| 1936    | Custer's Last Stand Caps. 4–7, 10              | Jane Calamidade                       | Weiss Productions           |
| 1936    | Lady of Secrets                                | (não-creditada) Enfermeira            | Columbia Pictures           |
| 1936    | Last of the Warrens                            | (não-creditada) Mrs. Burns            | Supreme Pictures            |
| 1937    | Jungle Jim                                     | (não-creditada) Mrs. Raymond          | Universal Pictures          |
| 1937    | High, Wide, and Handsome                       | (não-creditada)                       | Paramount Pictures          |
| 1937    | Danger Valley                                  | Nana Temple                           | Monogram Pictures           |
| 1938    | Condemned Women                                | (não-creditada) - dublê               | RKO Pictures                |
| 1938    | Flaming Frontiers Cap. 9 Toll Of The Torrent   | (não-creditada) Mulher da cidade      | Universal Pictures          |
| 1939    | Stagecoach                                     | (não-creditada) Moça no Saloon        | Walter Wanger Productions   |
| 1939    | The Oregon Trail Cap. 6 Indian Vengeance       | (não-creditada) Pioneira              | Universal Pictures          |
| 1940    | Covered Wagon Trails                           | (não-creditada) Mulher no trem        | Monogram Pictures           |
| 1940    | Deadwood Dick                                  | (não-creditada) Mulher na cidade      | Columbia Pictures           |
| 1940    | Sheriff of Tombstone                           | (não-creditada) Liza Starr            | Republic Pictures           |
| 1942    | The Valley of Vanishing Men                    | (não-creditada) Helen                 | Columbia Pictures           |
| 1944    | The Climax                                     | (não-creditada)                       | Universal Pictures          |
| 1946    | The Scarlet Horseman                           | (não-creditada) Mulher na cidade      | Universal Pictures          |
| 1949    | Cheyenne Cowboy                                | (não-creditada)                       | Universal Pictures          |
| 1950    | Crooked River                                  | Mãe                                   | Lippert Pictures            |
| 1950    | Fast on the Draw                               | (não-creditada) Mrs. Ellison          | Lippert Pictures            |
| 1950    | Kansas Raiders                                 | (não-creditada)                       | Universal Pictures          |
| 1951    | Hollywood Story                                | Ela mesma–estrela antiga              | Universal Pictures          |
| 1952    | The Treasure of Lost Canyon                    | (não-creditada) Mãe                   | Universal Pictures          |
| 1953    | City That Never Sleeps                         | (uncredited) Woman                    | Republic Pictures           |
| 1953    | The Man from the Alamo                         | (não-creditada) Mulher no trem        | Universal Pictures          |
| 1954    | Ma and Pa Kettle at Home                       | (não-creditada) Esposa do Ranch       | Universal Pictures          |
| 1962    | The Man Who Shot Liberty Valance               | (não-creditada)                       | John Ford Productions       |